# Rakowe (przystanek kolejowy)
Rakowe (ukr. Ракове) – przystanek kolejowy w miejscowości Chmielnicki, w rejonie chmielnickim, w obwodzie chmielnickim, na Ukrainie. Położony jest na linii Odessa – Lwów.